# Нейтан Гіні — Бред Полс
Бій Нейтан Гіні — Бред Полс (англ. Nathan Heaney vs Brad Pauls), з назвою Неперевершена сімка сімка (англ. Magnificent Seven) — професійний боксерський поєдинок між чемпіоном BBBofC в середній вазі Нейтаном Гіні та Бредом Полсом. Бій відбувся 16 березня 2024 року на Resorts World Арені в Бірмінгемі (Західний Мідленд, Велика Британія). Поєдинок завершився нічиєю розділеним рішенням (114–115, 116–113, 114–114).
У співголовній події британець Ліам Девіс провів поєдинок проти мексиканця Еріка Роблеса за вакантний титул IBO в другій легшій вазі та здобув перемогу технічним нокаутом у другому раунді.
В андеркарді Джозеф Джойс провів 1-й поєдинок після поразки у двох поєдинках проти Чжана Чжілея. Проти нього в 10-раундовому поєдинку бився Каш Алі. Джойс здобув перемогу нокаутом в останньому десятому раунді.

## Час початку
Мейнкард розпочався о 22:00 закиївським часом, а головна подія — о 02:00.

## Транслятори
Трансляція поєдинку пройшла на телеканалі TNT Sports 1.